# Compsosoma chabrillacii
Compsosoma chabrillacii är en skalbaggsart som beskrevs av Thomson 1857. Compsosoma chabrillacii ingår i släktet Compsosoma och familjen långhorningar. Inga underarter finns listade i Catalogue of Life.